# Синодальная библиотека Русской православной церкви
Синода́льная библиоте́ка — учреждение при Священном синоде; главное хранилище книг, периодики и рукописей Русской православной церкви. Ведёт библиотечную, исследовательскую, информационно-библиографическую и издательскую работу, организует и проводит научные конференции.
Образовалась в XVI веке как Патриаршая библиотека; после учреждения Синода в 1721 году перешла в его ведение и получила название Синодальной. В 1918 году национализирована, рукописи и печатные издания распределены по другим государственным хранилищам. Воссоздана в 1987 году с нуля благодаря пожертвованиям из частных книжных собраний. С 1993 года расположена в Андреевском монастыре у подножия Воробьёвых гор. С 2008 года носит название «Синодальная библиотека Русской Православной Церкви имени Святейшего Патриарха Алексия II». Является общедоступной.

## История

### Патриаршая библиотека (до 1721 года)
Началом библиотеки послужили, вероятно, книжные собрания митрополитов Московский и всея Руси, которые, после посвящения в Константинополе, привозили оттуда греческие и славянские рукописи. Затем библиотека перешла в ведение московских патриархов, которые передавали ей сокровища своих собственных книгохранилищ: уже в библиотеке патриарха Филарета насчитывалось более 500 книг греческих и славянских; ему присылал книги константинопольский патриарх Кирилл Лукарис; в патриаршую библиотеку были затем вытребованы те книги из Кирилло-Белозерского монастыря, которых было там «вдвое или втрое», а также книги из Троицкого монастыря. Сюда же перешла и большая часть книг Патриарха Никона, который привёз с собой много книг из Новгорода (1652) и затем постоянно приобретал новые; занявшись исправлением церковных книг, он приказал для этой цели собрать книги из разных монастырей; для этой же цели отправлен был на Восток иеромонах Арсений (Суханов), который на одном Афоне приобрёл 600 книг.
Когда в 1658 году Никон удалился из Москвы в Воскресенский Новоиерусалимский монастырь, царь Алексей Михайлович приказал описать и изъять его книги; их оказалось 1300, и впоследствии большая их часть возвратилась в Москву и перешла в Патриаршую библиотеку, которая продолжала обогащаться в течение всего XVII века; в неё перешли книги митрополита Сарского Павла, часть книг Епифания Славинецкого, в неё же отбирались книги из разных монастырей при обличении раскольников; патриарх Иоаким передал книги, полученные им от патриарха иерусалимского Досифея и свою собственную библиотеку. В течение XVII века библиотека несколько раз описывалась. На следующий год после смерти Патриарха Адриана по царскому указу была составлена её опись Мусиным-Пушкиным (1701).
В 1705 году в библиотеку были привезены греческие, греко-латинские и польские рукописи из Чудова монастыря; в 1709 году по распоряжению Стефана Яворского передана богатая греческими, польскими, латинскими и славянскими книгами библиотека митрополита Ростовского Димитрия. Постепенно в её состав входили и все оригинальные и переводные труды учёных XVII и XVIII веков, как, напр., Епифания Славинецкого, Симеона Полоцкого, Сильвестра Медведева, братьев Лихудов и др.

### Синодальная библиотека (1721—1918)
Число книг, как и во всех библиотеках того времени, часто менялось, в 1721 году их считалось около 1000. В том году библиотека, по учреждении Святейшего Синода, была передана в его ведение и получила наименование Синодальной. В 1722 году именным императорским указом приказывалось собрать из всех епархий и монастырей летописи и списать их для патриаршей библиотеки. Когда во время пребывания в том же году в Москве герцога голштинского Карла Фридриха, последний захотел осмотреть библиотеку, то игумену Кондоиди было приказано привести её в порядок, а профессору Еллино-греческой школы Афанасию Скиаде составить опись греческим манускриптам. Ему мы обязаны таким образом первым опытом отдельного описания греческих рукописей; по его примеру при следующих описях стали отделять греческие и иностранные книги от славянских, печатные от рукописных и так далее.
Около 1734 года по ходатайству Феофана Прокоповича в ней занимались древнейшими из греческих кодексов Нового Завета Бильфенгер и Гроссиус.
В 1773 году Екатерина II поручила составить более обстоятельное описание греческих рукописей епископу Крутицкому Самуилу (Миславскому), который передал это поручение профессору Московского университета Фридриху Маттеи. Маттеи напечатал в 1776 году на латинском языке каталог греческих рукописей, но не всех, а только 50; в 1780 году он напечатал в Петербурге краткий указатель всех рукописей не только Синодальной, но и Синодской типографской библиотеки, и, наконец, в 1805 году, в Лейпциге полный каталог (Accurata codicum graecorum Mss. Bibliothecarum Mosquensium sanctissimae Synodi notitia et recensio… a Chr. Friedr. de Matthaei T. I, II, Lipsiae, 1805).
В 1787 году по указу императрицы Екатерины II переданы были в патриаршую библиотеку 534 рукописи московской типографской библиотеки; но в то же время более половины печатных книг (352) на греческом, латинском, польском немецком и славянском языках было передано в московскую Славяно-греко-латинскую академию; около 50 — в библиотеку синодальной типографии. С тех пор главным её богатством были рукописи, собрание которых продолжало постоянно обогащаться, например из Воскресенского монастыря был передан знаменитый Изборник Святослава. Рукописи Синодальной библиотеки были преимущественно духовного содержания: книги Св. Писания, церковно-служебные, писания св. отцов и учителей церкви, сочинения по церковному законоведению, церковно—библейской истории и истории русской церкви, но также много и исторического материала. Богатый материал представляли её греческие рукописи и для истории византийской литературы.
В 1770—1780-х годах масса статей Новиковской «Древней Российской Вивлиофики» была извлечена из рукописей Синодальной библиотеки. В 1792—1793 годах изучением её славянских рукописей занимался «отец славистики», чех Иосиф Добровский (1753—1829).
В XIX столетии русские учёные-историки и историки литературы своими трудами отчасти обязаны Синодальной библиотеке: в ней занимались митрополит Евгений (Болховитинов), Николай Карамзин, Константин Калайдович, Степан Шевырёв, Осип Бодянский, Фёдор Буслаев, Сергей Соловьёв и другие; ей пользовались все учёные общества, начиная с Комиссии печатания государственных грамот и договоров и Археографической комиссии. В 1824 году к составлению «подробного и ученого описания Синодальной библиотеки в Москве» был назначен Калайдович, но он описал только 100 рукописей; в начале 1840-х годов описанием и рассмотрением рукописей занимался Иван Снегирёв. В 1849 году Святейший Синод вторично определил составить учёное описание славянских и греческих рукописей, что было поручено Невоструеву и Горскому. В составленном ими описании все памятники не только указаны, но и разобраны по отношению к содержанию и языку.
В 1918 году Синодальную библиотеку национализировали, грамоты и рукописи были переданы в Государственный исторический музей (славянское и греческое рукописные собрания).

### Новейшая история (с 1987 года)
Общецерковная библиотека была воссоздана 28 января 1987 года как «Библиотека Духовного и административного центра Русской Православной Церкви». Основу новой библиотеки составляли два личных собрания: архиепископа Тамбовского и Мичуринского Михаила (Чуба) (примерно 2,5 тыс. единиц хранения) и митрополита Ленинградского и Новгородского Антония (Мельникова) (4 тысяч единиц хранения). Директором библиотеки стал священник Борис Даниленко.
Библиотека открылась для читателей 1 октября того же года в помещении бывшего больничного корпуса Данилова монастыря в Москве. На Архиерейском Соборе 1988 года библиотеке было присвоено наименование Синодальной и определено её место в структуре Московского Патриархата. Штат библиотеки состоял тогда из четырёх сотрудников во главе с заведующим (с 1991 года — директором) священником Борисом Даниленко.
Академик Н. И. Толстой первым поднял вопрос о том, что Синодальная библиотека могла бы разместиться в стенах бывшего Андреевского монастыря, где в XVII веке существовало Ртищевское учительное братство, основанное боярином Ф. М. Ртищевым. В итоге в 1993—1994 годы библиотека переехала в новооткрытое Патриаршее подворье в бывшем Андреевском монастыре, где 1 сентября 1993 года Патриархом Алексием II был открыт и освящён читальный зал.
Кроме того Н. И. Толстой пожертвовал Синодальной библиотеке более пяти тысяч книг из личной коллекции, что было одним их последних крупных поступлений. Один из залов главного церковного книгохранилища стал именоваться «славянским» или «толстовским».
В 1995 году в Синодальную библиотеку было передано из Патриаршей резиденции в Чистом переулке уникальное собрание нот Патриарха Пимена в количестве более трёх тысяч единиц хранения.
В 2003 году в фонды Синодальной библиотеки поступили привезённые из Франции дореволюционные и эмигрантские издания, собранные митрополитом Николаем (Ерёминым).
10 декабря 2008 года Священный Синод постановил «Увековечить память почившего Первосвятителя, присвоив Синодальной библиотеке Русской Православной Церкви имя Святейшего Патриарха Алексия II».
28 декабря 2018 года Священный Синод «с целью повышения эффективности деятельности Синодальной библиотеки имени Святейшего Патриарха Алексия II и использования ее потенциала в сфере духовного образования» приписал Синодальную библиотеку к Учебному комитету Русской Православной Церкви.